# Världens främsta berättare
Världens främsta berättare är en bokserie bestående av 15 volymer, utgiven av AB Saxon & Lindströms Förlag. Böckerna är gjorda i halvfranskt band.
| Titel                 | Författare       | Utgivningsår |
| --------------------- | ---------------- | ------------ |
| Huset Buddenbrook     | Thomas Mann      | 1957         |
| Den röda liljan       | Anatole France   | 1957         |
| Grand Hotel Babylon   | Arnold Bennett   | 1957         |
| Damernas paradis      | Émile Zola       | 1957         |
| Anna Karenina         | Lev Tolstoj      | 1958         |
| Ringaren i Notre Dame | Victor Hugo      | 1958         |
| Blod och sand         | V. Blasco Ibañes | 1958         |
| Artistkärlek          | G. Bernard Shaw  | 1959         |
| De båda baronessorna  | H.C. Andersen    | 1959         |
| Tess av D'Urberville  | Thomas Hardy     | 1959         |
| Ljuset som försvann   | Rudyard Kipling  | 1959         |
| Herrgården            | John Galsworthy  | 1959         |
| Madame Bovary         | Gustave Flaubert | 1959         |
| Svindlande höjder     | Emily Brontë     | 1959         |
| Nostromo              | Joseph Conrad    | 1960         |